# Analyta vansomereni
Analyta vansomereni là một loài bướm đêm trong họ Crambidae.